# Белдорф
Белдорф (њем. Beldorf) општина је у њемачкој савезној држави Шлезвиг-Холштајн. Једно је од 165 општинских средишта округа Рендсбург. Према процјени из 2010. у општини је живјело 298 становника. Посједује регионалну шифру (AGS) 1058013.

## Географски и демографски подаци
Белдорф се налази у савезној држави Шлезвиг-Холштајн у округу Рендсбург. Општина се налази на надморској висини од 38 метара. Површина општине износи 12,0 km². У самом мјесту је, према процјени из 2010. године, живјело 298 становника. Просјечна густина становништва износи 25 становника/km².